# Siemovít
Siemovít (snad cca 870 – cca 900) byl první polský kníže podle pověstí a nejstarší polské kroniky Galla Anonyma. Byl synem chudého oráče Piasta a jeho manželky Rzepichy, s pomocí svého otce svrhl vládce Popela. Měl syna Lestka, který po něm přejal vládu.
Siemovít se objevil jako literární postava ve zfilmovaném románu Józefa Ignacyho Kraszewskeho "Stara baśń".
| Předchůdce: vládce Popiel | Znak z doby nástupu | Polský kníže 870? – 900? | Znak z doby konce vlády | Nástupce: Lestek |